# Manfred Kuschmann
Manfred Klaus Kuschmann (25 luglio 1950 – 13 febbraio 2002) è stato un mezzofondista tedesco.

## Palmarès

### Europei
- 2 medaglie:
  - 1 oro (Roma 1974 nei 10000 metri piani)
  - 1 argento (Roma 1974 nei 5000 metri piani)

## Altre competizioni internazionali
1975
- Coppa Europa di atletica leggera ( Nizza)
- Bronzo in Coppa Europa ( Nizza), 5000 m piani - 13'44"78

1977
- Coppa Europa di atletica leggera ( Helsinki)
- 6º in Coppa del mondo ( Düsseldorf), 5000 m piani - 13'24"98